# Осова (Ровненский район)
Осова (укр. Осова) — село в Костопольской городской общине Ровненского района Ровненской области Украины.
До 2020 года входило в Костопольский район.
Население по переписи 2001 года составляло 223 человека. Почтовый индекс — 35011. Телефонный код — 3657. Код КОАТУУ — 5623484205.